# Nås och Malungs domsaga
Nås och Malungs domsaga var en domsaga i Kopparbergs län. Den bildades 1902 genom delningen av Västerdalarnas domsaga och upplöstes 1971 i samband med tingsrättsreformen i Sverige. Domsagan överfördes då till Malungs domsaga och Nedansiljans domsaga.
Domsagan lydde under Svea hovrätts domkrets. Som mest låg två tingslag under domsagan men detta antal minskades till ett 1948. När domsagan upphörde 1971 löd under den således bara ett tingslag.

## Tingslag
- Malungs tingslag; till 1948
- Nås tingslag; till 1948
- Nås och Malungs domsagas tingslag; från 1948

## Häradshövdingar
- 1902–1921 Samuel Erik Filip Ehrenkrona
- 1921–1948 Emil Robert Dahl
- 1948–1970 Sten Tobieson